# Živko Kostadinović
Živko Kostadinović (* 10. April 1992 in Modriča) ist ein schweizerisch-serbischer Fussballspieler.

## Karriere
Nach seiner Jugendzeit beim Team Vaud, einer Spielgruppierung des FC Lausanne-Sport, wechselte Kostadinović für eine Saison nach Nyon. Anschliessend stand er eine Saison beim FC Vaduz unter Vertrag. Ab 2013 gehörte er dem FC Schaffhausen an und wurde dort 2015 für ein Jahr an den SC YF Juventus nach Zürich ausgeliehen. 2016 wechselte er zum FC Le Mont. 2018 verliess Kostadinović den Verein, nachdem der Verein nach einer Zwangsrelegation abgestiegen war, und wechselte zum FC Wil. Nachdem er sich in der Winterpause 2019/21 mit Trainer Ciriaco Sforza verkracht hatte und zeitweise durch Anthony Mossi ersetzt wurde, wechselte Kostadinović nach drei Saisons beim FC Wil zum FC Zürich in die höchste Schweizer Liga. Dort wurde er Nummer zwei hinter Yanick Brecher. In der Saison 2021/2022 feierte er mit dem FC Zürich den Meistertitel und kam dabei zu zwei Saisonspielen.